# العلاقات السريلانكية الليتوانية
العلاقات السريلانكية الليتوانية هي العلاقات الثنائية التي تجمع بين سريلانكا وليتوانيا.

## مقارنة بين البلدين
هذه مقارنة عامة ومرجعية للدولتين:
| وجه المقارنة                                              | سريلانكا                         | ليتوانيا                                                    |
| --------------------------------------------------------- | -------------------------------- | ----------------------------------------------------------- |
| المساحة (كم2)                                             | 65.61 ألف                        | 65.30 ألف                                                   |
| عدد السكان (نسمة)                                         | 21.44 مليون                      | 2.79 مليون                                                  |
| الكثافة السكانية (ن./كم²)                                 | 326.78                           | 42.73                                                       |
| العاصمة                                                   | سري جاياواردنابورا كوتي، كولمبو  | فيلنيوس، كاوناس                                             |
| اللغة الرسمية                                             | اللغة السنهالية، اللغة التاميلية | اللغة الليتوانية                                            |
| العملة                                                    | روبية سريلانكي                   | ليتاس ليتواني، يورو                                         |
| الناتج المحلي الإجمالي (بليون دولار)                      | 87.17 مليار                      | 47.17 مليار                                                 |
| الناتج المحلي الإجمالي (تعادل القوة الشرائية) بليون دولار | 246.62 مليار                     | 84.06 مليار                                                 |
| الناتج المحلي الإجمالي الاسمي للفرد دولار أمريكي          | 3.93 ألف                         | 14.15 ألف                                                   |
| الناتج المحلي الإجمالي للفرد دولار أمريكي                 | 11.11 ألف                        | 27.69 ألف                                                   |
| مؤشر التنمية البشرية                                      | 0.757                            | 0.839                                                       |
| رمز المكالمات الدولي                                      | +94                              | +370                                                        |
| رمز الإنترنت                                              | .lk،                             | .lt                                                         |
| المنطقة الزمنية                                           | ت ع م+05:30                      | ت ع م+02:00، ت ع م+03:00، أوروبا/فيلنيوس ‏، توقيت شرق أوروبا |

## منظمات دولية مشتركة
يشترك البلدان في عضوية مجموعة من المنظمات الدولية، منها:
| علم المنظمة | اسم المنظمة                               | تاريخ انضمام سريلانكا | تاريخ انضمام ليتوانيا |
| ----------- | ----------------------------------------- | --------------------- | --------------------- |
|             | مؤسسة التنمية الدولية                     | 27 يونيو 1961         | 23 سبتمبر 2011        |
|             | يونسكو                                    | 14 نوفمبر 1949        | 7 أكتوبر 1991         |
|             | وكالة ضمان الاستثمار متعدد الأطراف        | 27 مايو 1988          | 8 يونيو 1993          |
|             | الأمم المتحدة                             | 14 ديسمبر 1955        | 17 سبتمبر 1991        |
|             | الاتحاد البريدي العالمي                   | ?                     | ?                     |
|             | البنك الدولي للإنشاء والتعمير             | 29 أغسطس 1950         | 6 يوليو 1992          |
|             | الاتحاد الدولي للاتصالات                  | 1897                  | 1 يوليو 1923          |
|             | منظمة حظر الأسلحة الكيميائية              | ?                     | ?                     |
|             | مؤسسة التمويل الدولية                     | 20 يوليو 1956         | 15 يناير 1993         |
|             | المركز الدولي لتسوية المنازعات الاستشارية | 11 نوفمبر 1967        | 5 أغسطس 1992          |
|             | منظمة التجارة العالمية                    | ?                     | ?                     |
|             | منظمة الشرطة الجنائية الدولية             | ?                     | ?                     |

## وصلات خارجية
- موقع وزارة الخارجية السريلانكية
- موقع وزارة الخارجية الليتوانية